# Chalki (gmina)
Chalki (gr. Δήμος Χάλκης, Dimos Chalkis) – gmina w Grecji, w administracji zdecentralizowanej Wyspy Egejskie, w regionie Wyspy Egejskie Południowe, w jednostce regionalnej Rodos. W jej skład wchodzi między innymi wyspa Chalki. Siedzibą gminy jest Chalki. W 2011 roku liczyła 478 mieszkańców.